# Меречинень (комуна, Арджеш)
Меречинень, Меречинені (рум. Mărăcineni) — комуна у повіті Арджеш в Румунії. До складу комуни входять такі села (дані про населення за 2002 рік):
- Арджешелу (1619 осіб)
- Меречинень (2909 осіб)

Комуна розташована на відстані 108 км на північний захід від Бухареста, 3 км на північ від Пітешть, 105 км на північний схід від Крайови, 102 км на південний захід від Брашова.

## Населення
За даними перепису населення 2002 року у комуні проживали 4528 осіб.
Національний склад населення комуни:
| Національність | Кількість осіб | Відсоток |
| -------------- | -------------- | -------- |
| румуни         | 4456           | 98,4%    |
| цигани         | 64             | 1,4%     |
| угорці         | 1              | < 0,1%   |

Рідною мовою назвали:
| Мова      | Кількість осіб | Відсоток |
| --------- | -------------- | -------- |
| румунська | 4488           | 99,1%    |
| циганська | 32             | 0,7%     |
| угорська  | 1              | < 0,1%   |

Склад населення комуни за віросповіданням:
| Релігія            | Кількість осіб | Відсоток |
| ------------------ | -------------- | -------- |
| православні        | 4281           | 94,5%    |
| п'ятдесятники      | 148            | 3,3%     |
| лютерани           | 46             | 1,0%     |
| римо-католики      | 19             | 0,4%     |
| адвентисти         | 8              | 0,2%     |
| греко-католики     | 5              | 0,1%     |
| мусульмани         | 4              | 0,1%     |
| бретрени           | 2              | < 0,1%   |
| реформати          | 1              | < 0,1%   |
| не вказали релігію | 12             | 0,3%     |

## Зовнішні посилання
- Дані про комуну Меречинень на сайті Ghidul Primăriilor